# Фішер (Румунія)
Фішер (рум. Fișer) — село у повіті Брашов в Румунії. Адміністративно підпорядковане місту Рупя.
Село розташоване на відстані 195 км на північ від Бухареста, 57 км на північний захід від Брашова, 143 км на південний схід від Клуж-Напоки.

## Населення
За даними перепису населення 2002 року у селі проживали 453 особи.
Національний склад населення села:
| Національність | Кількість осіб | Відсоток |
| -------------- | -------------- | -------- |
| румуни         | 301            | 66,4%    |
| цигани         | 105            | 23,2%    |
| німці          | 37             | 8,2%     |
| угорці         | 9              | 2,0%     |

Рідною мовою назвали:
| Мова      | Кількість осіб | Відсоток |
| --------- | -------------- | -------- |
| румунська | 417            | 92,1%    |
| німецька  | 33             | 7,3%     |